# Hébécourt (Eure)
Hébécourt é uma comuna francesa na região administrativa da Normandia, no departamento de Eure. Estende-se por uma área de 11,2 km². Em 2010 a comuna tinha 615 habitantes (densidade: 54,9 hab./km²).